# Controvèrsia sobre la raça dels antics egipcis

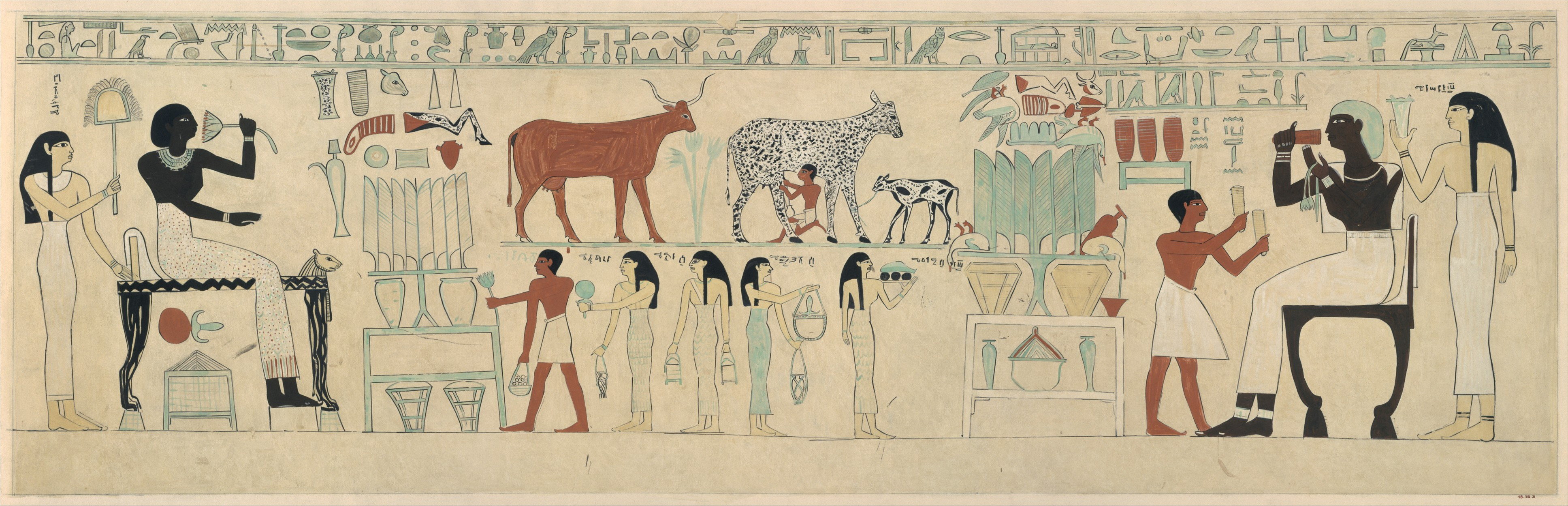
Facsímil de la pintura a la part posterior del sarcòfag d'Aixait.

La qüestió sobre la raça dels antics egipcis va sorgir ja en els segles xviii i xix com a producte dels primers conceptes de raça i està relacionada amb els models de la jerarquia racial que està basada en la craniometria, l'antropometria i la genètica. Hi ha hagut moltes teories diferents sobre la raça dels antics egipcis i les arrels de la seva cultura. Els antics egipcis han estat considerats pels investigadors sobretot dins de les categories racials dels caucasoides i dels negroides. Alguns investigadors també han argumentat que la cultura de l'antic Egipte estava influenciada per altres pobles afroasiàtics de l'Àfrica nord-oriental, del Magrib i del Pròxim Orient, mentre que altres posen l'accent en les influències de pobles nubians i altres creuen que van rebre la influència sobretot dels pobles europeus.

## Història
A principis del segle xix ja comencen les primeres desavinences sobre la raça dels remtu kèmit (antics egipcis). En un article publicat a la revista The New-England Magazine a l'octubre de 1833 ja apareix aquesta disputa. Els autors de l'article reclamen que "Herodot confirma que els egipcis eren negroides". A més també es refereixen a les pintures de les tombes en les que hi ha homes pintats de vermell i dones pintades de groc però que la seva fisonomia és semblant a la dels negroides.
Ja al segle xviii Constantin François de Chassebœuf, comte de Volney havia escrit que "els coptes eren els representants actuals dels antics egipcis" i que degut a la seva pell fumada i icterícia, aquests no podien tenir orígens grecs, negres ni àrabs, però que els seus ulls inflats, nassos aixafats i els seus llavis gruixuts mostraven que els seus origen eren negroides.
El 1839, Jean-François Champollion va començar la seva obra Egypte Ancienne. En aquesta afirma que els antics egipcis i els nubians estaven representants de la mateixa manera en les pintures i els relleus de les tombes, tot i que posteriorment va suggerir que no es hi ha semblances entre els egipcis i els nubians. Ell afirma que els coptes eren el resultat de totes les nacions que havien dominat successivament Egipte i que no s'havia de buscar en ells la raça dels antics egipcis. Al mateix any Jacques-Joseph Champollion va donar notícia de la controvèrsia entre Champollion i el comte de Volney. Aquest afirmà que els antics egipcis donaven la falsa impressió d'un Egipte negre i va considerar que les tesis de Constantin François eren forçades i inadmissibles.
Al segle xix hi va existir una intensificació del debat sobre la raça dels antics egipcis, ja que abolicionistes estatunidencs van argumentar que l'esclavitud s'argumentava en part per les afirmacions de la inferioritat històrica, mental i física dels negres. Per exemple, el 1851, John Campbell va qüestionar les evidèndies d'un Egipte negre afirmant que "(...) Egipte va progressar perquè eren caucàsics". A l'època de la Guerra Civil americana aquest debat va ser més intens. El 1854 Josiah Clark Nott i George Gidden afirmen que "les races caucàsica o blanca i la negre eren diferents des d'èpoques molt remotes i que els egipcis eren caucàsics". L'anatòmeg i antropòleg Samuel George Morton va concloure que "els negres eren nombrosos a Egipte, però que la seva posició social a les èpoques antigues era la mateixa que en l'actualitat, ja que eren serfs o esclaus".
A principis del segle XX l'egiptòleg Flinders Petrie va parlar sobre la reina nubiana Aohmes Nefertari, que era l'ancestre divina de la Dinastia XVII. Va descriure-la físicament dient que "tenia un nas naquilí, llarg i prim".
Era irònic que l'Antic Egipte no era una civilització popular entre els afroamericans en aquella època perquè associaven aquesta civilització amb l'esclavitud. Els espirituals negres com Go Down Moses relacionava l'esclavitud dels negres americans amb l'esclavitud dels jueus a Egipte. A la darreria de la dècada de 1960, Martin Luther King i altres líders dels drets civils van relacionar la lluita dels jueus per a lliurar-se de l'esclavitud amb la lluita dels afroamericans. Alguns argumentaren que la idea d'un Egipte negre no va esdevenir popular entre els afroamericans fins a la fi de la dècada de 1980. El 2014, en un versió irònica sobre els esclaus israelians, alguns afroamericans es van molestar amb el fet que els esclavistes egipcis d'un programa de la televisió exodus no fossin representats com negres africans.

## Historiografia contemporània
Els egiptòlegs contemporanis que han estudiat la història de la cultura i la població de l'antic Egipte han respost a la controvèrsia sobre la raça dels antics egipcis de manera diferent.
En el Simposi sobre el Poble de l'Antic Egipte i la desxifració de l'escriptura Meroítica de la UNESCO que es va celebrar al Caire el 1974 la hipòtesis de la negritud dels antics egipcis no va tenir molt eco. La majoria dels seus participants van concloure que la població de l'antic Egipte eren indígenes del vall del Nil i que s'havia format amb gent del nord i el sud del Sàhara que tenien color de la pell diferents. Els arguments de les dues teories estan manifestats en la Història General d'Àfrica editada per la UNESCO que inclou el capítol sobre l'Origen dels egipcis escrit per Cheikh Anta Diop.
Des de la segona meitat del segle xx, la majoria dels antropòlegs creuen que la noció de raça no és vàlida per a l'estudi de la biologia humana. Stuart Tyson Smith escriu el 2001 a la Oxford Encyclopedia of Ancient Egypt que "qualsevol caracterització de la raça dels antics egipcis es basa en definicions culturals i no en estudis científics. Així, segons els estàndards americans, és raonable caracteritzar els egipcis com a negres com a reconeixement de les proves científiques de la diversitat física dels africans". Frank M. Snowden Jr. afirma que els egipcis, els grecs i els romans no tenien cap estigma especial sobre la pigmentació de la pell i que Ramses II patia de vitiligen, que tenia la pell clara i era pèl-roig.
En l'actualitat s'està d'acord que els egipcis dinàstics eren indígenes de la zona del Nil. Fa uns 5000 anys la zona del Sàhara es va desertitzar i una part de la població sahariana va emigrar cap a l'est fins a la vall del Nil. A més a més també van migrar cap al riu Nil pobles del proper Orient portant-hi la ramaderia i l'agricultura de blat, ordi, ovelles i cabres. Els egipcis dinàstics definien el seu país com "Les Dues Terres". Durant l'Egipte Predinàstic (entre el 4800 i el 4300 aC) al Baix Egipte hi va florir la Cultura Merimde. Aquesta tenia relació amb l'Orient i el Mitjà Orient. La terrissa de la Cultura Maadi tardana que es va desenvolupar a prop de l'actual el Caire, també mostra connexions amb l'orient. A l'Alt Egipte, la Cultura badariana fou continuada per la Cultura Naqadiana; aquestes dues estaven més relacionats amb els nubians que amb els egipcis septentrionals.

## Controvèrsies específiques
En l'actualitat els egiptòlegs intenten evitar el tema de l'origen racial dels antics egipcis perquè és un tema massa espinós. Tot i això, el debat continua en casos específics

### Tutankamon

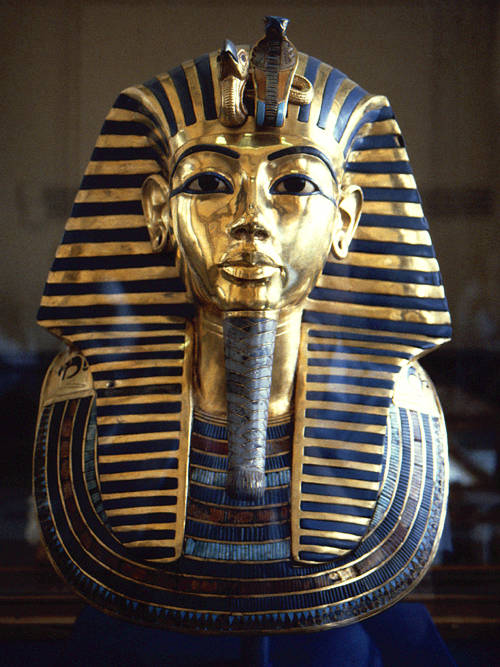
Màscara funerària d'or de Tutankamon

Hi ha molt egiptòlegs afrocentristes, entre els que es troba Cheikh Anta Diop, han reclamat que Tutankamon era negre i han protestat amb el fet que les reconstruccions que s'han fet de la seva cara han estat representat com massa blanc. Entre aquests autors hi ha Chancellor Williams, que va argumentar que Tutankamon era negre com els seus pares i avis.
Artistes forenses i antropòlegs físics d'Egipte, França i els Estats Units han creat de manera independent busts de Tutankamon utilitzant una tomografia computada del seu crani. Susan Anton, l'antropòloga biològica que lidera l'equip americà va dir que el crani de Tutankamon era difícil de trucar.Diu que la seva cavitat cranial indica que era africà però les seves fosses nasals estretes semblaven tenir una característica europea. Per tant, va concloure que el seu crani podia ser d'un africà septentrional. Altres experts han argumentat que ni la forma del crani ni les obertures nasals indiquen de manera fiable la raça.
Tot i que la tecnologia moderna pot reconstruir l'estructura facial de Tutankamon de manera molt acurada segons la tomografia de la seva mòmia, no es pot determinar el color de la seva pell ni dels seus ulls. Per tant, el model de fang es va acolorir segons el color de la pell mitjà dels egipcis moderns.

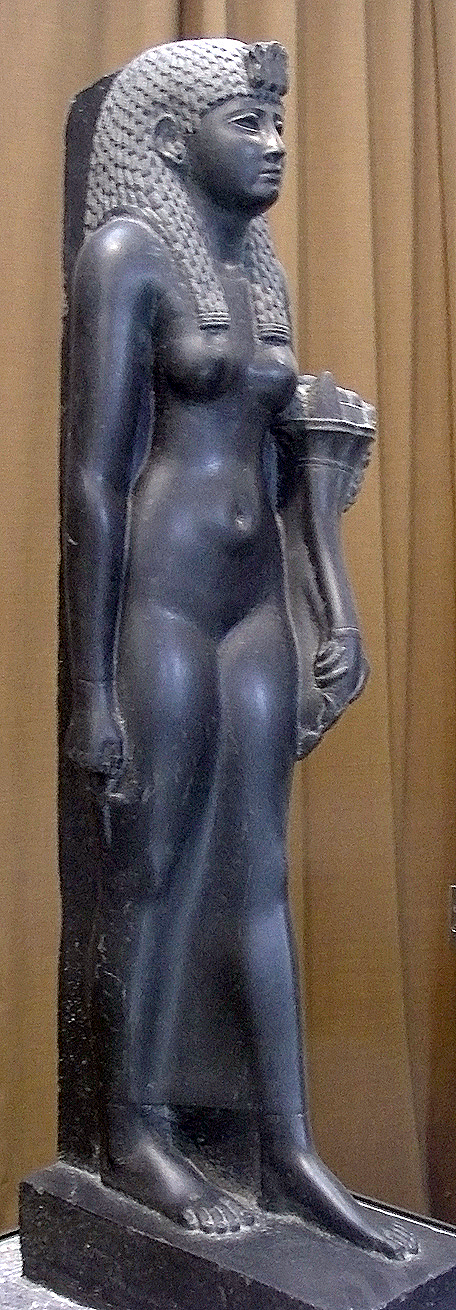
Estàtua de la reina Cleopatra VI en basalt de la segona meitat del segle I aC conservada al museu de l'Hermitage

El vicepresident executiu del National Geographic va afirmar, sobre aquesta protesta contra la reconstrucció de Tutankamon: «La gran varietat del to del color de la pell dels nord-africans de l'actualitat és molt gran i varia de la blanca a la fosca. En aquest cas, nosaltres hem seleccionat el to de pell mitjà i hem afirmat que aquest és un terme mig. Nosaltres mai coneixerem amb seguretat el color exacte de la pell ni el color dels seus ulls... potser en el futur, la gent arribarà a una conclusió diferent.»
El setembre de 2007 Zahi Hawass, secretari general del Consell Suprem d'Antiguitats d'Egipte va dir que «Tutankamon no era negre».
Al número del novembre de 2007 de la revista Ancient Egypt Magazine, Hawass va assegurar que cap de les reconstruccions facials s'assemblava a Tutankamon i que creia que la representació més precisa del rei infant és la màscara de la seva tomba. El Discovery Channel el 2002 va fer que es reconstruís el crani de Tutankamon segons els escànners del seu crani.
El 2011 la companyia de genètica iGENEA va iniciar un projecte per estudiar l'ADN de Tutankamon basat en els marcadors genètics. Segons aquesta firma, Tutankhamon pertanyia al Haplogrup R1b del cromosoma Y humà que és el més comú entre els homes d'Europa Occidental. Carsten Pusch i Albert Zink, que lideraven la unitat que havia extret l'ADN del faraó van criticar a iGENEA perquè no havien continuat el contacte amb ells. Després d'analitzar el metratge, van concloure que la metodologia que havia utilitzat l'empresa era poc científica.

### Cleopatra
La raça i el color de la pell de Cleòpatra VII, última reina de la dinastia ptolemaica d'Egipte que s'havia establert l'any 322 aC també ha estat objectiu de controvèrsies. Per exemple el 2012 es va publicar l'article Was Cleopatra Black a la revista Ebony. Un altre article sobre l'afrocentrisme editat al St. Louis-Dispatch també es planteja aquesta qüestió. En general els historiadors han identificat a Cleopatra com a grega o persa basant-se en el fet que la seva família macedònia (la dinastia Ptolemaica) s'havia barrejat amb l'aristocràcia persa. De totes maneres, no se sap qui fou la seva mare i tampoc es coneix qui fou la seva àvia paterna.
Aquesta qüestió va protagonitzar un debat entre Mary Lefkowitz i Molefi Kete Asante, professor d'estudis afroamericans de la Universitat de Temple. En resposta a l'article Not Out of Africa de Lefkowitz, Asante va escriure l'article Race in Antiquiti: Truly Out of Africa, en el que va afirmar que els afrocentristes no perdien el temps quan argumentaven que Sòcrates i Cleopatra eren negres.
El 2009 un documental de la BBC va especular que Arsinoe IV, germanastre de Cleopatra VI podria ser nord-africana i va especular que la mare de Cleopatra, igual que ella mateixa, podria haver estat nord-africana. Aquest es basava en les idees de Hilke Thür de la Acadèmia Austríaca de Ciències que a la dècada de 1990 havia examinat l'esquelet d'una nena d'una tomba datada de l'any 20 aC d'Efes (a l'actual Turquia) juntament amb velles notes i fotografies. Es va identificar que aquest cos pertanyia a Arsinoe. Arsinoe i Cleopatra eren germanes del mateix pare (Ptolemeu XII Auletes) però tenien mares diferents.

### Gran esfinx de Guiza

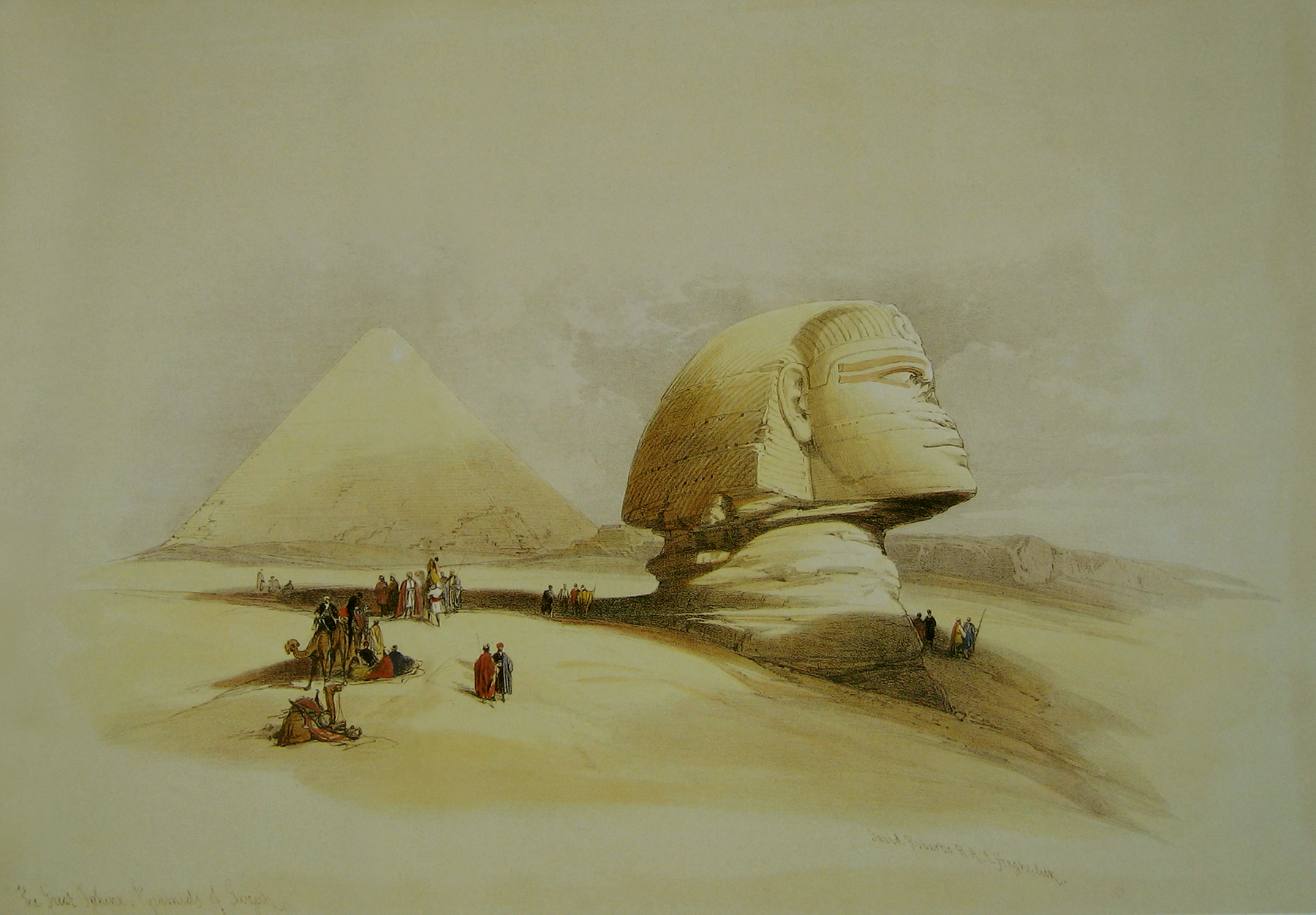
L'esfinx segons David Roberts

No es coneix la identitat del model de l'Esfinx de Guiza. En l'actualitat els egiptòlegs i historiadors creuen que la cara de l'esfinx representa el faraó Khefren, tot i que alguns proposen altres hipòtesis.
Molts egiptòlegs afrocenreistes com W.E.B. Du Bois, Cheikh Anta Diop i Molefi Kete Asante han caracteritzat la cara de l'esfinx com un home negre o negroide Ja al segle xviii, Volney i Gustave Flaubert havien afirmat que l'esfinx representava un home negre. El geòleg estaunidenc Robert M. Schoch, que ha treballat en l'erosió de l'esfinx per l'aigua, ha escrit que l'«esfinx té un aspecte distintiu africà, nubià o negroide, aspecte que no té la cara de Khefren.»

### Kèmit
Els antics egipcis referien a la seva terra amb el nom de kmt (que es pronuncia kèmit o kemet). Segons Chekh Anta Diop, els egipcis es referien a si mateixos com a "persones negres" o kmt, ja que km era l'arrel etimològica d'altres paraules, com Kam o Ham, que era la forma en que es referien als negres amb la tradició hebrea. David Goldenberg, a la seva obra The Curse of Ham: Race and Slavery in Early Judaism, argumenta que el nom bíblic de Ham no té cap relació amb la noció de negritud i, per tant, que la seva etimologia és desconeguda. Diop, William Leo Hansberry i Aboubacry Moussa Lam han argumentat que kmt deriva del color de la gent de la vall del Nil, que Diop afirma que era negre. Aquest reclam de que els antics egipcis eren negres s'ha convertit en el puntal de la historiografia afrocèntrica.
Des de les teories més acceptades de l'egiptologia, s'afirma que kmt significa «el lloc negre» degut al color negre de la terra fertilitzada que baixa per la vall del Nil després de les inundacions anuals del riu. En contrast, el desert rep el nom de dšrt (que es pronuncia com a desert) que significa «terra roja». El Concise Dictionary of Miggle Egyptian de Raymon Faulkner tradueix kmt com egipcis i Alan Gardiner ho tradueix com La Terra Negre, Egipte.
En el simposi de la UNESCO de 1974, Sauneron, Obenga i Diop van concloure que kmt i km volen dir negre.

### Art de l'Antic Egipte

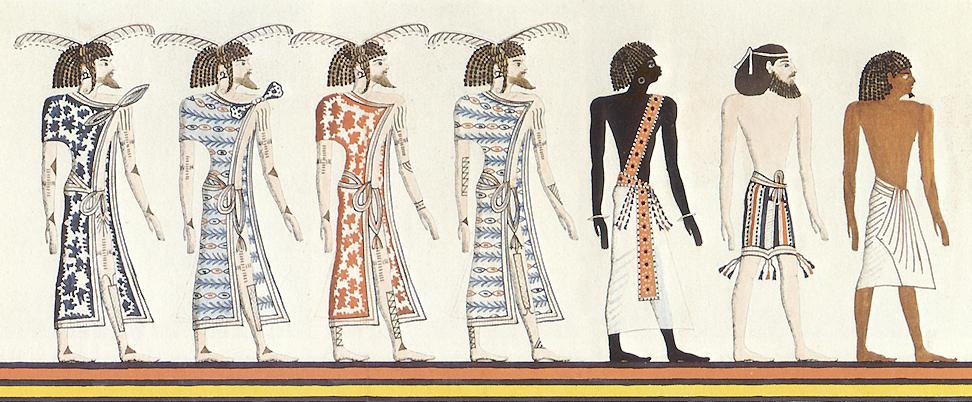
Dibuix de 1820 del llibre de Gates que representa un fresc de la tomba de Seti I en el que hi ha quatre grups de persones. D'esquerra a dreta són: libis ("Themehu"), nubians ("nehesu"), asiàtics ("aamu") i egipcis ("reth").

Les tombes i els temples de l'antic Egipte tenen milers de pintures, escultures i treballs escrits que rebel·len els diferents tipus de persones de l'època. De totes maneres, moltes vegades, els egipcis es representaven a ells mateixos més de manera simbòlica que realista. Com a resultat, els artefactes de l'antic Egipte proveeixen evidències que a vegades són conflictives i no concloents de l'etnicitat del poble que vivia a Egipte durant l'època dinàstica.
El 1839 Jean-François Champollion va escriure en la seva obra Egypte Ancienne que els egipcis i els nubians estaven representats iguals en els relleus i les pintures de les tombes. Investigadors de la Universitat de Chicago han assegurat que els nubians generalment es pinten negres però el pigment de la pell en el que els egipcis han representat els nubians pot variar des del vermell fosc fins al negre passant pel marró. Això es pot observar per exemple en les pintures del temple de Ramses II a Beit el-Wali. Snowden també diu que els romans coneixien que les tribus africanes eren de color negre, vermell fosc o de color de coure. Per contra, Najovits afirma que l'art egipci havia representat els egipcis d'una manera i els nubians d'una altra i que els egipcis havien definit amb precisió les distincions nacionals i ètniques des d'una data molt primerenca en el seu art i literatura. A més a més, afirma que hi ha una extraordinària abundància de treballs egipcis en els que es contrasta fàcilment entre els egipcis rogenc-marronosos i els nubians negres.
Ampin ha treballat específicament sbre la pintura de la Taula de les Nacions que es troba a la Tomba de Ramsès III (KV11). Aquesta és una pintura estàndard que apareix en moltes tombes i que normalment proveeix informació de l'ànima del difunt. Entre altres, diu que es descriuen quatre races d'homes: els primers són els reth (egipcis), els segons són els aamu (habitants dels deserts de l'est i nord-est d'Egipte - Asiàtics), els tercers són els nehesu (nubians o negres) i els últims són els themehu (libis).
L'arqueòleg Richard Lepsius va documentar moltes pintures de les tombes de l'antic Egipte en la seva obra Denkmäler aus Aegypten und Aethiopien. El 1913, després de la seva mort Kurt Sethe la va reeditar incorporant-hi moltes il·lustracions que no apareixien en l'obra original. En la il·lustració número 48 es mostren les nacions; la nació egípcia i nubiana apareixen com idèntiques en el seu color de pell i vestidures. El professor Ampin havia declarat que aquesta il·lustració reflectia la pintura original i que és la prova de que els egipcis eren igual que els nubians, tot i que admet que no hi ha altres exemples de la "Taula de les Nacions" en el que no apareguin com iguals. Posteriorment, ha estat acusat per autors euroamericans d'intentar enganyar el públic.
L'últim egiptòleg que va visitar la tomba de Ramsès III fou Frank Yurco. Aquest, en un article de 996 sobre els relleus de la tomba, diu que la reproducció de Lepsius no era correcte. Yurco també diu que les fotografies del Dr. Erik Hornun són més correctes que la il·lustració de Lepsius. Tot i això Ampin continua reafirmant que la seva il·lustració és acurada i acusa a Yurco i a Hornung de perpetrar un engany deliberat per enganyar a la gent sobre la veritable raça dels antics egipcis.

## Hipòtesis històriques

### Hipòtesis dels egipcis com a africans negres

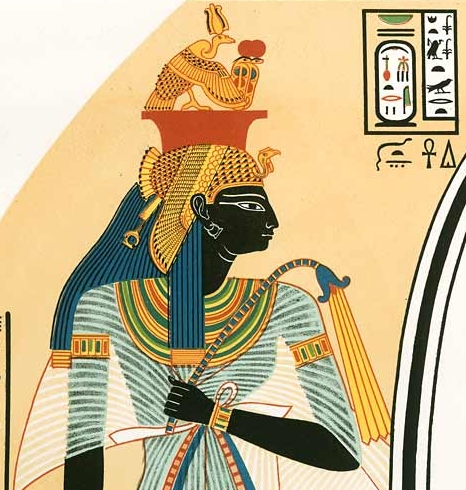
La reina Amosis-Nefertari pintada segles després de la seva mort al període de Ramsès IV. Segons Sigrid Hodel-Hoenes, el color negre de la seva pell deriva de la seva funció, ja que el negre és el color de la terra fèrtil i de la mort.

Molts autors han donat suport a la idea que els antics egipcis eren indígenes i que eren una civilització negra. Entre aquests s'inclou un focus particular que els relaciona amb cultures de l'Àfrica subsahariana i que qüestiona la raça d'individus notables de l'època dinàstica com Tutankamon el rei representat en la gran esfinx de Guiza i Cleopatra. Des de la segona meitat del segle XX la majoria dels científics i historiadors han dit que aplicar les modernes nocions de raça a l'antic Egipte és anacronista.
Els primers advocats de la negritud dels antics egipcis s'han basat en escrits dels historiadors de l'antiga Grècia com Estrabó, Diodor de Sicília i Heròdot que es referien als egipcis com «melanchroes» amb els cabells llanosos. La traducció d'aquest terme és disputada i alguns la tradueixen com «negres» o «de pell fosca». Snowden critica que Diop distorsiona les fonts clàssiques perquè en fa una selecció. Tot i que es disputa l'exactitud històrica de les obres d'Heròdot, hi ha investigadors que donen suport a la seva versió mentre altres historiadors han vist els seus treballs com una font poc fiable, sobretot en el que es refereix a Egipte.
Els defensors dels egipcis negres també utilitzen els testos dels nivells de melanina d'un petit exemple de mòmies, argumenten que l'egipci antic està relacionat amb el wòlof, afirmen que el nom kmt els descriu a ells i a la seva terra, utilitzen tradicions bíbliques i utilitzen les interpretacions de les representacions que es van fer els egipcis en nombroses pintures, gravats i estàtues. A més a més, aquestes hipòtesis també inclouen en l'afirmació de les afiliacions culturals co la circumcisió, el matriarcat, el totemisme, el cabell trenat i els cultes reials. També s'han utilitzat artefactes trobats a Qustul que indiquen que els egipcis compartien la mateixa cultura amb els nubians del grup A, ja que eren del mateix sub-estrat de la vall del Nil, però troballes més recents indiquen que els governadors de Qustul segurament van adoptar o emular els símbols dels faraons egipcis.
En el simposi de la UNESCO sobre el poble de l'Antic Egipte del Caire de 1974, les hipòtesis negres es van trobar amb un gran desacord. La majoria dels seus participants van concloure que la població de l'antic Egipte era indígena de la vall del Nil i que incloïa persones del nord i del sud del Sàhara que eren de color diferent. L'actual posició dels investigadors és que la civilització egípcia era indígena de la vall del Nil.

### Teoria de la raça asiàtica
La teoria de la raça asiàtica (o hamítica) diu que els antics egipcis eren descendents del bíblic Cam i del seu fill Misraim. Aquesta teoria fou la dominant entre l'alta edat mitjana i principis del segle xix. Tradicionalment es considerava que els fills de Cam eren la branca de la humanitat que tenia la pell fosca degut a la maledicció de Cam. A més, Diop diu que Gaston Maspero va dir que «A més, la bíblia afirma que Mesraim, fill de Cam, germà de Chus (Kush) ... i de Canaan, va emigrar de Mesopotàmia per instal·lar-se amb els seus fills a la vall del Nil».
Al segle xx, la teoria asiàtica ha estat abandonada però va ser reemplaçada per dues teories relacionades: l'eurocèntrica hipòtesi camita que assegura que un grup humà caucàsic va emigrar del nord i de l'Àfrica oriental des del principi de la prehistòria portant-hi una agricultura, tecnologia i civilització més avançada; i la teoria de la raça dinàstica que proposa que els invasors mesopotàmics van ser els responsables de la civilització dinàstica d'Egipte (c. 3000 aC). Aquestes dues teories proposen que els indígenes d'Egipte eren caucàsics.

#### Hipòtesis caucàsiques / hamítiques
El 1844, Samuel George Morton va escriure que la vall del niu estava poblada originàriament per una branca de la raça caucàsica i van reconèixer que els negres vivien a l'Antic Egipte però que eren captius o servents dels primers. el 1844, George Giddon va escriure que els egipcis eren homes blancs, no més foscos que els àrabs, els jueus o els fenicis.
Les hipòtesis camítiques semblants que es van desenvolupar de la teoria de la raça asiàtica argumentaven que les poblacions etiòpiques i àrabs del corn d'Àfrica eren els inventors del'agricultura i que havien portat la civilització a Àfrica assegurant que eren caucasians i no negroides. No estaven d'acord amb les aportacions de la bíblia, tot i que utilitzaven el nom de Cam. Charles Gabriel Seligman, a la seva obra de 1913, Some Aspects of the Hamitic Problem in the Anglo-Egyptian Sudan i en obres posteriors va argumentar que els antics egipcis eren part dels camites caucasians i que havien arribat a la vall del Nil durant els inicis de la prehistòria introduint la tecnologia i l'agricultura a la zona.
L'antropòleg italià Giuseppe Sergi (1901) creia que els antics egipcis era la branca est-africana (camita) de la raça mediterrània que anomenada euroafricana. Ell creia que en aquesta raça tenia tres varietats: la mediterrània, la nòrdica (despigmentada) i l'africana (camita). Sergi explica que la raça mediterrània, excepte la varietat nòrdica, era una varietat humana amb la pell marronosa però pura, que no era producte de la barreja dels blancs amb els negroides. El 1911 Grafton Elliot Smith va modificar aquesta teoria afirmant que els antics egipcis eren els més foscos de la raça marró i que eren més propers amb les poblacions d'Àfrica del Nord i d'Europa Medieval del primer neolític i no dels negroides. La raça marró de Smith no era equivalent amb la raça mediterrània de Sergi.
La hipòtesi camítica fou popular fins a la fi de la dècada de 1970 i entre els seus defensors en destaquen Anthony John Arkell i George Peter Murdock.

#### Hipòtesis de raça turànida
L'egiptòleg Samuel Sharpe va proposar al 1846 que els antics egipcis pertanyien a la raça turànida (una subraça de la caucàsica nadiua de l'Àsia central), cosa que els relacionava amb els tàtars. Es va inspirar en algunes pintures de l'antic Egipte en que aquests apareixien amb la pell groga.

#### Teoria de la raça dinàstica
A principis del segle xx, Flinders Petrie, un dels principals egiptòlegs de l'època, va dir que els esquelets que s'havien trobat de l'Egipte Predinàstic a Naqada, l'Alt Egipte, mostrava una diferenciació marcada. Juntament amb evidències culturals con els estils arquitectònics, estils de la ceràmica, els segells cilíndrics i moltes pintures de les tombes, va deduir que un grup humà mesopotàmic havia envaït Egipte durant l'època predinàstica imposant-se als locals i esdevenint els seus governants. Aquesta teoria ha rebut el nom de teoria de la raça dinàstica. Més tard, aquesta teoria va argumentar que l'estat fundador que havia arribat de Mesopotàica va conquerir l'Alt i el Baix Egipte i van fundar la dinastia I d'Egipte.
A la dècada de 1950 la teoria de la raça dinàstica era àmpliament acceptada per l'acadèmia. Historiadors com l'egiptòleg senegalès Cheikh Anta Diop va enfrontar-s'hi defensant la teoria dels egipcis negres.
Els científics contemporanis accepten que la civilització egípcia era indígena de la vall de Nil.

## Escola africanista catalana
Els africanistes i egiptòlegs catalans han tractat el tema de la controvèrsia sobre la raça i la pertinença dels antics egipcis. Aquesta escola està fundada pel doctor Ferran Iniesta. Aquest historiador es va formar sobre estudis africans a la Universitat de París i fou alumne de Cheikh Anta Diop. Després va treballar de professor a la Universitat de Dakar i a la Universitat d'Antananarivo, abans de ser professor d'Història d'Àfrica a la Universitat de Barcelona, en la que ha format a gran part dels africanistes de Catalunya. Ferran Iniesta ha fixat la seva atenció amb la història de l'antic Egipte, ja que la considera cabdal en la seva visió, que està d'acord amb l'origen negreafricana de la civilització egípcia. Ja al 1989 va editar el llibre Antiguo Egipto. La nación negra i al 2012 edita el llibre Thot: Pensamiento y poder en el Egipto Faraónico. Ferran Iniesta defensa l'origen africà de la cultura egípcia, tot i que afirma que el més important no és que els antics egipcis fossin de raça negra, si no que culturalment hi eren afins, tal com els documents egipcis mateixos afirmen.
Hi ha egiptòlegs catalans com el doctor Josep Cervelló i Autuori, professor de la Universitat Autònoma de Barcelona, que també defensen l'africanitat dels antics egipcis.